# Chrysothemis
Chrysothemis es un género con 12 especies de plantas herbáceas perteneciente a la familia Gesneriaceae. Es originario de América.

## Descripción
Son plantas herbáceas perennifolias de hábitos terrestres o epífitas con tubérculos. Los tallos son suculentos, erectos o raramente decumbentes, subquadrangular. Las hojas son opuestas y membranosas. Con pecíolo corto, limbo generalmente decurrente. Las inflorescencias en cimas axilares, a veces aparecen terminales por rebases del ápice del tallo, pedunculadas, con 1-9 flores, a menudo en forma de umbela. Sépalos connados, cáliz campanulado o inflados a urceolado, a veces con alas, de color verde, amarillo, naranja o rojo. Tubo de la corola cilíndrico. El fruto es una cápsula carnosa bivalva, globosa a ovoide, incluido en el cáliz persistente.

## Distribución y hábitat
Se distribuyen desde Ecuador a Guatemala, centro de Brasil, las Guayanas, Venezuela y las Antillas Menores, sur de México donde se encuentran en  lugares húmedos y en las rocas en los bosques, por lo general en zonas bajas.

## Ecología
La polinización es probablemente efectuada por las abejas euglossinas y / o colibríes , y posiblemente por la dispersión de semillas efectuadas por hormigas que son atraídas por los cordones carnosos. C. pulchella  y C. friedrichsthaliana ( Hanst. ) H. E. Moore se cultivan a menudo como planta ornamental o plantas de invernadero por sus cálices persistentes y sus atractivas y brillantes flores amarillas.

## Taxonomía
El género fue descrito por Joseph Decaisne  y publicado en Revue Horticole 3: 242. 1849. La especie tipo es: Chrysothemis pulchella (Donn) Decne.  
Etimología
El nombre del género deriva de las palabras griegas χρυσούς,  chrysous = "de oro, de color dorado", y θεμις , themis = "la ley , regla" o άνθη,  anthe, άνθεμον,  anthēmon = "flor", aludiendo al color amarillo brillante o naranja de la flor, o (menos probable ) el nombre de Crisotemis de la mitología griega.

## Especies
| - Chrysothemis aurantiaca - Chrysothemis dichroa - Chrysothemis friedrichsthaliana - Chrysothemis kuhlmannii - Chrysothemis melissaefolia - Chrysothemis mellitifolia | - Chrysothemis ovata - Chrysothemis pulchella - Chrysothemis rupestris - Chrysothemis semiclausa - Chrysothemis venosa - Chrysothemis villosa |